# Harry Rauch (Fußballspieler)
Harald „Harry“ Rauch (* 21. Oktober 1928 in Donawitz; † 27. Oktober 2015 in Leoben) war ein österreichischer Fußballspieler und -trainer.

## Leben und Karriere

### Spielerkarriere
Harald Rauch wurde am 21. Oktober 1928 in Donawitz geboren, spielte bereits als Kind zwischen den Donawitzer Arbeiterhäusern mit dem Fetzenlaberl und kam im Jahr 1943 als damals 15-Jähriger in der Jugendmannschaft des damaligen WSV Donawitz, einem Vorgängerverein des heutigen DSV Leoben, zum Einsatz. Mit 16 Jahren spielte er bereits in der ersten Mannschaft der ehemaligen Donawitzer Werkself. Als der Spielbetrieb aufgrund des Zweiten Weltkriegs nicht mehr aufrechterhalten werden konnte und der Verein aufgelöst wurde, wechselte Rauch zum Lokalrivalen FC Leoben. Die Sportanlage des WSV Donawitz wurde unterdessen zu einem Parkplatz für Schwer- und Panzerfahrzeuge umfunktioniert. Dem FC Leoben hielt er bis 1950 die Treue, ehe der damalige Erstligisten SK Sturm Graz auf ihn aufmerksam wurde und ihn in der Winterpause 1951/52 nach Graz lotste. Im Jänner 1952 wechselte Rauch vom einen Mur-Klub zum anderen und debütierte am 24. Februar 1952 bei einem 2:1-Auswärtssieg der Grazer gegen den Wiener Sport-Club. In seiner ersten Saison für den Klub brachte er es auf elf Meisterschaftseinsätze und ein Tor; dieses erzielte er am 4. Mai 1952 bei einer 1:3-Auswärtsniederlage gegen den First Vienna FC. Der SK Sturm beendete die Meisterschaft auf dem achten Tabellenplatz.
Neben Anton „Burli“ Wolf und Erich Stumpf war Rauch einer von drei Sturm-Spielern, die am Fußballturnier der Olympischen Sommerspiele 1952 in Helsinki teilnahmen. Als einziger der drei Sturm-Spieler kam Rauch in keinem der beiden Österreich-Spiele zum Einsatz. Insgesamt gehörte er von 1951 bis 1955 der österreichischen Olympiaauswahl, der damaligen österreichischen Fußballnationalmannschaft der Amateure, an. Kurz nach der Olympiade startete er mit seinem Verein in die Saison 1952/53. An der Seite von Burli Wolf und Kurt Schuh brachte es der Mittelfeldspieler auf 20 Meisterschaftseinsätze, in denen er zwei Treffer beisteuerte und die Staatsliga A auf dem neunten Platz abschloss. 1953/54 schaffte Sturm den Klassenerhalt nicht und belegte vor dem Floridsdorfer AC den 13. und damit vorletzten Tabellenplatz in der Staatsliga A. Bei 21 von 26 möglich gewesenen Ligaeinsätzen kam er nur einmal zum Torerfolg; das Tor erzielte er gegen den FC Wien, der im letzten Abdruck noch den Klassenerhalt geschafft hatte.
In der zweitklassigen Staatsliga B zeigte Rauch sein Offensivtalent und hatte es nach zwölf Meisterschaftseinsätzen bereits auf acht Tore gebracht; darunter ein Hattrick bei einem 6:2-Auswärtssieg über den Grazer Sportclub am 25. September 1954. Zur Winterpause 1954/55 kam es seitens der Spieler zu einer Meuterei gegen den seit Sommer 1954 im Traineramt befindlichen Janos Gerdov, einem jungen Sportlehrer, der davor Co-Trainer bei Roter Stern Belgrad war, aber auch als Basketballtrainer tätig war. Gegenüber der Presse konterte Professor Gerdov damit, dass bei Sturm fast nie ein gemeinsames Training möglich sei, da Spieler wie Rauch und Beran nur zu den Spielen nach Graz kämen. Ebenjener Rauch brachte es bis zum Saisonende auf 24 Meisterschaftseinsätze und erzielte dabei zehn Treffer. Am Ende rangierte er mit Sturm – punktegleich mit dem ESV Austria Graz, jedoch mit einer besseren Tordifferenz – auf dem ersten Tabellenplatz und schaffte dadurch den direkten Wiederaufstieg in die höchste Fußballliga Österreichs. Nach der Vertragsauflösung mit Gerdov Ende Jänner 1955, beendete er die Saison unter dem Ex-Spieler und späteren Funktionär und Kantinenbetreiber Hans Gmeindl, der einen Kurzausflug ins Traineramt wagte.
Im Sommer 1955 kehrte Rauch nach Donawitz heim, wo er mit dem WSV Donawitz in den nachfolgenden Jahren einen Erfolgslauf verzeichnen konnte. Die Donawitzer hatten es in der vorangegangenen Spielzeit in der drittklassigen Landesliga Steiermark auf den zweiten Platz hinter dem punktegleichen SC Bruck/Mur gebracht; erst eine Saison davor war der Klub in die Landesliga aufgestiegen. Unter Rauchs Beteiligung erkämpfte sich der WSV Donawitz 1955/56 den Landesliga-Meistertitel und schaffte dadurch den direkten Aufstieg in die Staatsliga B, die zweithöchste Spielklasse des Landes. In der dichtgestaffelten Endtabelle 1956/57 belegte er mit der Mannschaft mit Rang 8 einen Platz im Tabellenmittelfeld. Im Endklassement der Spielzeit 1957/58 rangierte er mit dem WSV Donawitz mit fünf Punkten Rückstand auf den LASK auf dem zweiten Tabellenplatz, woraufhin die Donawitzer an der Entscheidungsrunde um den Aufstieg in die Staatsliga A gegen den Sieger aus den Qualifikationsrunden, den SV Austria Salzburg, antraten und mit einem Gesamtergebnis von 7:3 aus Hin- (2:2) und Rückspiel (5:1) den Aufstieg in die höchste österreichische Fußballliga schafften.
Trotz der zweitmeisten erhaltenen Gegentreffer erreichte Rauch mit dem WSV Donawitz 1958/59 den sicheren zehnten Tabellenplatz, ehe er in der darauffolgenden Spielzeit mit dem Werkssportverein den Abstieg in die Staatsliga B hinnehmen musste. Knapp scheiterte er an einem Relegationsplatz bzw. einem sicheren Klassenerhalt. Zusammen mit Hugo Kotzmuth trat er in dieser Saison erstmals als Fußballtrainer in Erscheinung und absolvierte die komplette nachfolgende Saison als Spielertrainer. Nachdem er mit dem Klub 1960/61 in der nunmehr drittklassigen Regionalliga Mitte einen bescheidenen zehnten Platz – nur drei Punkte von einem Abstiegsplatz entfernt – erreicht hatte, wechselte er innerhalb der Liga zum WSV Eisenerz, der ebenfalls nur knapp den Klassenerhalt geschafft hatte. Dort erreichte der Mittelfeldspieler 1961/62 den neunten Tabellenplatz und beendete nach einem zehnten Platz 1962/63 im Alter von 34 Jahren seine Karriere als Aktiver.

### Karriere als Trainer und Funktionär
Nach seinem Karriereende als Spieler schlug Rauch, der bereits während seiner aktiven Zeit die staatliche Trainerausbildung absolviert und 1960 die C-Lizenz als Trainer erhalten hatte, eine Trainerlaufbahn ein. So war er ab dieser Zeit Trainer des FC Leoben, trainierte zwei Jahre lang die steirische Amateurauswahl und landete über den WSV Judenburg im Jahr 1969 wieder in Donawitz, wo er 1970 die B-Lizenz und ein Jahr später die A-Lizenz erwarb. In weiterer Folge fungierte er unter den Cheftrainern Korček, Sezemský, Pfister, Springer und Bufka als Co-Trainer, ehe er im Sommer 1974 selbst das Traineramt bei den Donawitzern übernahm. Der 1969 erst wieder aus der Drittklassigkeit aufgestiegene Werkssportverein hatte es bis dahin nach einem Meistertitel 1970/71 in der damals zweitklassigen Regionalliga Mitte bis in die erstklassige Nationalliga gebracht, in der der Klubs stets einen Platz im Tabellenmittelfeld belegte. Aufgrund der Bundesligareform musste der Klub auf dem sechsten Tabellenplatz rangierend 1973/74 den Zwangsabstieg in die nunmehr zweitklassige Nationalliga – die erste Liga hieß fortan Bundesliga – antreten. In der ersten Saison unter Rauch als Cheftrainer erreichte der nunmehrige Donawitzer SV Alpine den neunten Rang in der Endtabelle und brachte es auch 1975/76 auf dieselbe Saisonplatzierung. Kurz vor Saisonende wurde Rauch Mitte April 1976 durch Gerd Springer als Trainer ersetzt, nachdem er mit dem DSV Alpine zwischenzeitlich nach dem 20. Spieltag auf den letzten Tabellenplatz abgerutscht war.
Noch in den 1970er Jahren fungierte Rauch beim Klub auch als Sektionsleiter und war als solcher, unter anderem an der Seite des Donawitzer Talenteentdeckers Franz Ninaus, an der Verpflichtung des Offensivtalents Walter Schachner vom FC St. Michael hauptbeteiligt. Im Jahr 1976 wurde Rauch vom DSV Alpine aufgrund seiner Arbeit mit dem Silbernen Vereinsabzeichen geehrt; anlässlich des 50-jährigen Vereinsjubiläums erhielt er 1978 zudem das Goldene Vereinsabzeichen. Im Laufe seines Lebens kehrte Rauch noch in zwei Anläufen als Interimstrainer ins Traineramt der Donawitzer zurück. Im letzten Meisterschaftsspiel vor der Winterpause 1978/79 ersetzte er Willi Huberts als Trainer und wurde wiederum selbst ab der Winterpause durch den Bulgaren Stojan Ormandžiev ersetzt. Im April 1983 kehrte er ein weiteres Mal ins Traineramt zurück und trainierte die Mannschaft ein Monat lang interimistisch. Während seiner Zeit bei den Donawitzern brachte er zahlreiche Talente nach Leoben, darunter Spieler wie Hubert Baumgartner, Heinz Thonhofer, Herfried Sabitzer, Franz Almer, Robert Früstük, Jürgen Saler, Matthias Dollinger oder Joachim Parapatits.
Bis in die Jahre vor seinem Tod verfolgte Rauch, der einst bei der Alpine und nach der Fusion mit der VÖEST bei der voestalpine arbeitete, nahezu jedes Spiel seiner Donawitzer; zuletzt sah man ihn nur noch selten in der Öffentlichkeit. Wenige Tage nach seinem 87. Geburtstag starb Rauch am 27. Oktober 2015 in seiner Heimatstadt und wurde am 3. November 2015 auf dem Friedhof in Leoben-Donawitz bestattet.